# Dragon Storm

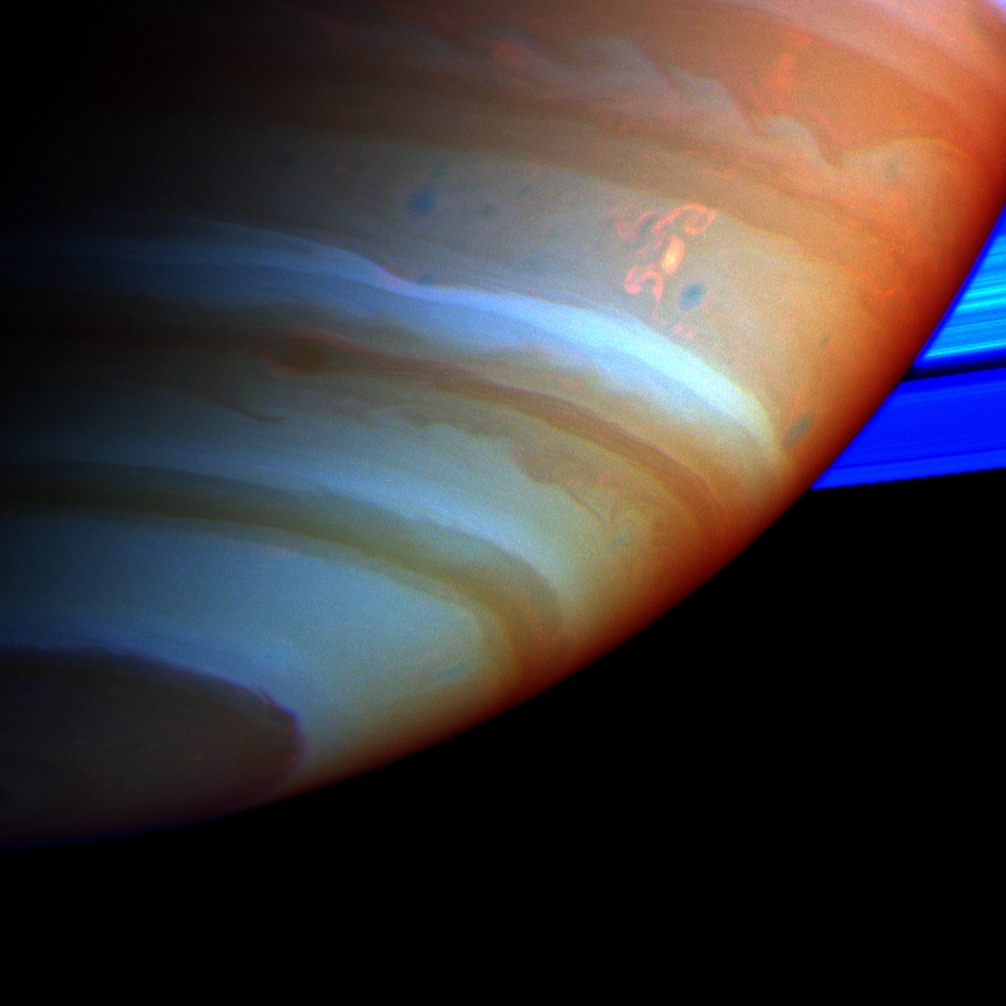
Dragon Storm på ett fotografi taget från rymdsonden Cassini 15 september 2004.

Dragon Storm är namnet på en stor, ljus och komplex storm i Saturnus södra hemisfär. Den namngavs vid upptäckten i september, 2004 och fick sitt namn på grund av molnformationernas ovanliga form. 
Stormen är långlivad och flammar i perioder upp i nya dramatiska plymer, vilka sedan försvinner. Till sitt ursprung påminner fenomenet om den Stora röda fläcken på Jupiter, ett stort röd- eller brunfärgat anticyklonisk stormsystem som observerats sedan 1830. Dragon Storm avger starka radiovågor som forskarna inom projektet Cassini-Huygens liknar vid blixtar på jorden.